# Idiodes ceramopis
Idiodes ceramopis là một loài bướm đêm trong họ Geometridae.